# Agelaea gabonensis
Agelaea gabonensis är en tvåhjärtbladig växtart som beskrevs av C.C.H. Jongkind. Agelaea gabonensis ingår i släktet Agelaea och familjen Connaraceae. Inga underarter finns listade i Catalogue of Life.